# Artesia (Novo México)
Artesia é uma cidade no Condado de Eddy, no centro de uma intersecção das auto-estradas americanas U.S. Route 82 e U.S. Route 285; as duas auto-estradas funcionam como a rua principal da cidade e a primeira rua da cidade, respectivamente. De acordo com o censo demográfico americano de 2000, a cidade tinha uma população de 10 692 habitantes.
A cidade assumiu o nome atual em 1903, após a descoberta de um aquífero na área; esse foi intensamente usado na agricultura até suas reservas praticamente se esgotarem, na década de 1920. A cidade foi oficialmente reconhecida em 1905.